# نورالدین کیانوری
نورالدین کیانوری (۱۲۹۴ – ۲۵ مرداد ۱۳۷۷) دکترای مهندسی عمران، فعال سیاسی ایرانی و دبیر اول کمیته مرکزی حزب توده ایران از ۱۳۵۷ تا ۱۳۶۲ بوده است. او نوه پسری شیخ فضل‌الله نوری بود. کیانوری با پایان تحصیلات خود در آلمان در سال ۱۳۱۹، به ایران آمد و در ۱۳۲۱ به حزب تازه تأسیس توده پیوست. با اوج‌گیری جریان انقلاب ۵۷ دبیر حزب شد و در ۲۸ اردیبهشت ۱۳۵۸ به ایران بازگشت. کیانوری بعد از انقلاب، بازداشت و محاکمه شد و پس از آزادی از زندان اوین نیز، تحت مراقبت ویژه وزارت اطلاعات بود و تا پایان عمر خود در حبس خانگی به سر برد. وی در ۲۵ مرداد ۱۳۷۷ فوت کرد.

توده‌ای هستم و همراه امام، ماندگارم که زمان است به کام
نورالدین کیانوری، دبیر اول حزب توده در نشست پرسش و پاسخ ۲۰ شهریور ۱۳۶۱ خورشیدی.

## زندگی شخصی
نورالدین کیانوری، متولد ۱۲۹۴ خورشیدی، در «بلده» استان مازندران بود. والدینش مهدی نوری (روحانی) و زهرا سلطانی نوری بودند. او نوه پسری شیخ فضل‌الله نوری و نوه دختری میرزا حسین نوری بود. در سال ۱۳۲۳، با مریم فیروز ازدواج کرد. مریم فیروز تا پایان عمر در کنار همسرش بود. نورالدین کیانوری تنها شخصی بود که توسط روح‌الله خمینی از مرگ (حکم اعدام) نجات پیدا کرد.

## فعالیت معماری، شهرسازی و طراحی جامع
او تحصیلات خود را در رشته مهندسی راه و ساختمان در دانشگاه تهران در ایران و دانشگاه فنی آخن در آلمان در دهه ۳۰ میلادی انجام داد و پس از اتمام آن در سال ۱۳۱۹ (۱۹۴۰ یا ۱۹۴۱ م)، به ایران برگشت. تز دکترای او با نام «طراحی بیمارستان برای ایران» در سال ۱۹۴۲ میلادی در دانشگاه آخن آلمان ثبت شده است. جلال متینی تز دکترای کیانوری را در تایید اقدامات رضاشاه و از دیدی فاشیستی تفسیر کرده است. 
پس از تحصیل در آلمان، مشغول به کار با تخصص طراحی بیمارستان در ایران  شد. او مدت کوتاهی استاد معماری در دانشگاه تهران بود. کتاب «ساختمان‌های درمان و بهداشت» را در دوران اختفا و پس از فرار از زندان قصر به تحریر درآورد که حداقل تا زمان فوتش (بیش از ۶۰ سال) مهمترین منبع علمی در طراحی و معماری درمانگاه و بیمارستان در ایران بوده است.
او در مهاجرت به آلمان دموکراتیک با نام «سیلویو ماکتی ن.ک.» (به آلمانی: ‏.Architect Silvio Macetti N.K) در دو دهه ۱۹۶۰ و ۱۹۷۰ میلادی به تحقیق و تدریس در آکادمی ساختمان برلین (به آلمانی: ‏(Deutsche bauakademie zu berlin (DBA) مشغول بوده است. بخشی از مهم‌ترین آثار و مقالاتش در این دوره عبارت‌اند از:
- کتاب واحدهای مسکونی بزرگ[۱۲] که تجزیه و تحلیل و طرح جامع معماری و شهرسازی اجتماعی است و در سال ۱۹۶۷ در شرایط بعد از جنگ جهانی دوم و بازسازی آلمان توسط نورالدین کیانوری تحت نام مستعار Dr. Architect Silvio Macetti N.K. به زبان آلمانی نوشته و در مدت زمان یک سال پس از انتشار، ۸ بار در آلمان تجدید چاپ شد..
- طرح و پروژه .N.K - پیشنهاد برای مسکن‌سازی صنعتی (انبوه‌سازی صنعتی مسکن) ۶۷–۱۹۶۵. نشریهٔ علمی روستوک آلمان
- آسمان‌خراشهای مسکونی - (مقاله) نشریه علمی معماری آلمان
- کتاب آسمان‌خراشهای مسکونی - (کتاب با ۱۶۷ تصویر - نتایج ۱۰ سال تحقیق از سال ۱۹۵۶ تا ۱۹۶۷)
- توسعه سبک زندگی اجتماعی و مشکلات حمل و نقل شهری - نشریه علمی معماری آلمان . مقاله در سال ۱۹۷۰ توسط نورالدین کیانوری با نام مستعار Silvio Macetti N.K نوشته شده.
- شیوه زندگی اجتماعی و مشکلات توسعه راه و حمل و نقل شهری - (مقاله) نشریه علمی معماری آلمان. خلاصه ای از رساله علمی به‌صورت مقاله انتقادی در مورد وضعیت حمل نقل کلان‌شهر لس آنجلس است. کیانوری در ادامه مقاله طرح جامع حمل و نقل شهری اجتماعی برای شهرهای بزرگ را طراحی و پیشنهاد می‌کند. مقاله در سال ۱۹۷۰ میلادی منتشر شده است.
- چشم‌انداز معماری اجتماعی - معماری اجتماعی متضاد تئوری همگرایی مقاله مشترک - نشریه علمی معماری آلمان
- اقتصاد شهری و مسئله شهرسازی - (طراحی جامع شهر)
- مسئله اقتصاد ساختاری و فضایی بر مبنای حفظ محیط زیست - (مقاله) مجله معماری آلمان
- طراحی شهری و معماری تا سال ۲۰۰۰ و فراتر از آن - طرح جامع - مجموعه طرح‌ها نورالدین کیانوری (نتایج ۱۰ سال تحقیق از سال ۱۹۶۸ تا ۱۹۷۸) با نام مستعار Dr. Architect Silvio Macetti N.K که از آکادمی معماری برلین به سرقت رفته)[۱۳]

## فعالیت سیاسی

### پیش از انقلاب ۱۳۵۷
کیانوری با پایان تحصیلات خود در ۱۳۱۹ به ایران آمد و در ۱۳۲۱ به حزب تازه تأسیس توده پیوست. کیانوری چند سال بعد رهبری شاخه جوانان حزب را بر عهده گرفت. او با فروپاشی سازمان نظامی حزب توده به همراه بسیاری از رهبران دیگر توده در سال ۱۳۳۴ نخست به اتحاد شوروی و سپس در ۱۳۳۶ به آلمان شرقی مهاجرت نمود. با اوج‌گیری جنبش انقلابی ایران در سال ۱۳۵۷ به عنوان دبیر اول حزب توده ایران جای ایرج اسکندری را گرفت و در ۲۸ اردیبهشت ۱۳۵۸ به ایران بازگشت. تعداد اندکی از گردانندگان حزب در برلین شرقی که مقر حزب توده در تبعید بود باقی‌ماندند و دفتر این حزب را در اروپا فعال نگه داشتند.

### پس از انقلاب ۱۳۵۷

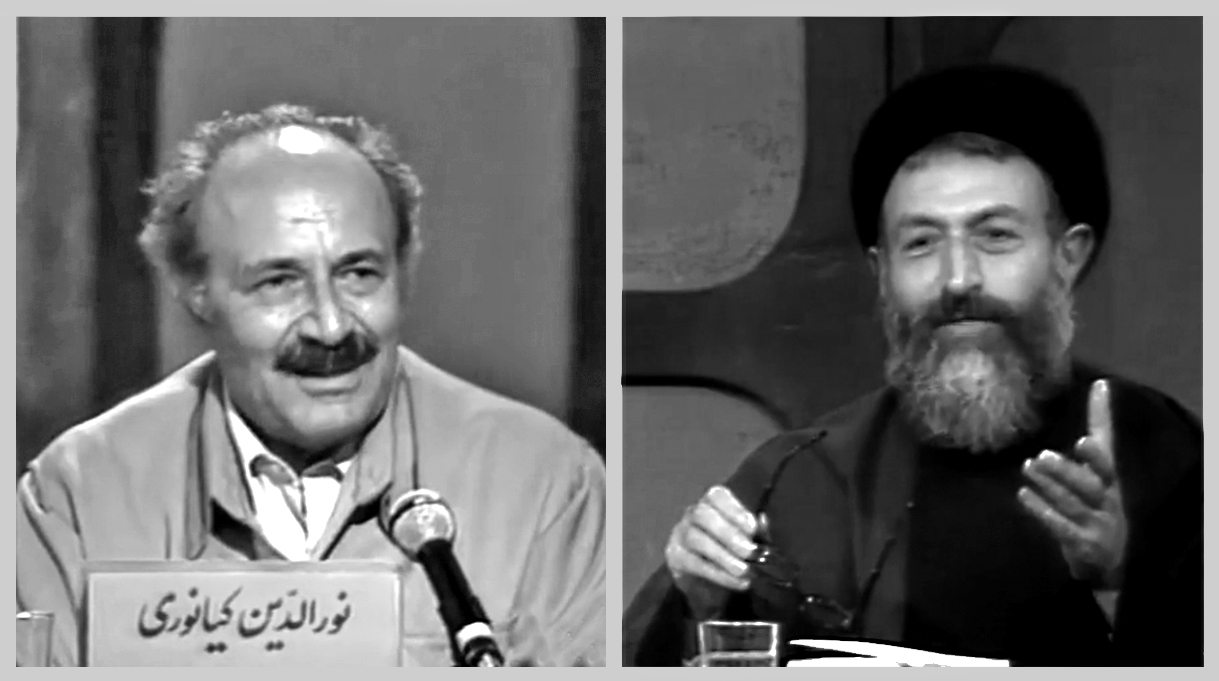
ویدیوی مناظره‌های محمد حسینی بهشتی و نورالدین کیانوری (بحث «آزادی، هرج و مرج و زورمداری») بعد از ۴ دهه در بیست و نه قسمت منتشر شد. بخش سوم و چهارم مناظره‌های بهشتی و کیانوری بعد از۴۰ سال سانسور به‌صورت ویدیو انتشار یافت.

کیانوری، سیاست جدید حزب توده را در جهت پشتیبانی از انقلاب ایران و ائتلاف با نیروهای انقلابی - مذهبی علیه طرفداران رژیم پهلوی تعریف کرد. او نظرات ضد وابستگی به ایالات متحده آمریکا توسط رهبر انقلاب سید روح‌الله خمینی و انقلابیون سرنگون‌کننده حکومت شاهنشاهی پهلوی را وجه مشترک مهمی میان حزب توده و حکومت قانونی بعد از انقلاب می‌دانست. حتی او در سال‌های اول انقلاب از صادق خلخالی به دلیل اعدام نیروهای «ضدانقلاب» و «امپریالیسم» دفاع می‌کرد.
صلاحیت کیانوری و تعداد دیگری از رهبران حزب مانند محمدعلی عمویی و تعدادی دیگر، برای انتخابات مجلس اول تأیید شد و این در حالی بود که ایدئولوژی مارکسیستی حزب توده از سوی حکومت جدید به کفر تعبیر می‌شد. علی‌رغم پشتیبانی حزب توده از نظام جدید در مقاطعی حساس از جمله در جنگ ایران و عراق و همچنین قرار دادن اطلاعات محرمانه امنیتی در کودتای نوژه در اختیار مسئولان نظام جدید، (علی اکبر هاشمی رفسنجانی در خاطرات خود چندین بار به ملاقات با نورالدین کیانوری و محمدعلی عمویی در منزل شخصی خود و دریافت اطلاعات سری از آن‌ها اشاره می‌کند.).
رهبری حزب، با شیعیان و نیروهای طرفدار سید روح‌الله خمینی از گذشته مثبت و دوستانه برخوردار بود. پشتیبانی رهبری حزب از قیام ۱۵ خرداد و پخش برخی از اعلامیه‌های خمینی از رادیو پیک ایران، موضع ضدآمریکایی سید روح‌الله خمینی در عمل، بازتاب نگرش جهانی خمینی به این موضوع بود و به نوعی، با موضع ضدامپریالیستی حزب توده همسویی یافت و زمینه‌ساز سیاست حزب برای پشتیبانی از خمینی شد. نورالدین کیانوری در نشست پرسش و پاسخ ۲۰ شهریور ۱۳۶۱ خورشیدی شعری را نقل قول کرد بدین مضمون: توده‌ای هستم و همراه امام، ماندگارم که زمان است به کام. نورالدین کیانوری چنین می‌پنداشت که با تشدید جنبه ضد آمریکایی انقلاب، در شرایط آرایش قوای بین‌المللی و وضعیت سیاسی - جغرافیایی ایران و روش دوستانهٔ شوروی، جمهوری اسلامی راهی جز آن نخواهد داشت که به تدریج به سوی جبههٔ ضدامپریالیستی کشیده شود. تصور این بود که تعمیق (مبارزه ضدامپریالیستی) و نزدیکی بیشتر با شوروی، به تفاهم و نزدیکی جمهوری اسلامی با حزب خواهد انجامید. کیانوری معمار و مبلغ سیاست و نزدیک به خمینی بود. پشتیبانی گاه بیش از حد یک‌سویه این حزب از جانب روح‌الله خمینی و تأکید بر جنبه ضدآمریکایی وی به رهبری کیانوری انجام می‌شد.
بنابر اسناد احزاب کمونیست و کارگری جهان، دوران کنونی، دوران گذار از سرمایه‌داری به سوسیالیسم و تضاد اصلی جهانی نیز «تضاد میان جبههٔ کشورهای سوسیالیستی و متحدان آن‌ها با امپریالیسم جهانی به رهبری آمریکا» فرمول‌بندی شده بود. نورالدین کیانوری در پشتیبانی از مبارزهٔ ضد آمریکایی گرایش روح‌الله خمینی، بر این پندار بود که به وظیفهٔ سیاسی و انقلابی خود عمل می‌کند.
در پاسخ به استفتایی که از خمینی به تاریخ شعبان ۱۳۹۷ شد، او می‌گوید: «من صریحاً اعلام می‌کنم که از این دسته‌جات چه کمونیست، چه مارکسیست، … و تفرقه اندازان … به هر اسم و رسمی باشد، متنفرم و بیزارم و آنها را خائن به مملکت و مذهب می‌دانم». (پیام انقلاب جلد اول صفحه ۱۶۸) کیانوری که از چپگراها، افراطیون چپ، تروریست‌های چپ‌گرای، مسلمان نماها، تروریست‌های مارکسیست - مذهبی و تروریست‌های مذهبی (همانند گروه فرقان) بیزار و متنفر بود و توجهی چندانی به اسناد احزاب کمونیست و کارگری جهان در فرمول بندی‌ها و نظریه‌پردازی سیاسی نداشت. نورالدین کیانوری طراح سیاست وحدت عمل و اتحاد وسیع نیروهای اصیل انقلابی و ضدامپریالیستی در ایران به رهبری سید روح‌الله خمینی بود.
نورالدین کیانوری در تشویق هیجان‌های «ضدامپریالیستی دانشجویان پیرو خط امام» قبل و بعد از حمله «دانشجویان پیرو خط امام» به سفارت ایالات متحده آمریکا در تهران نقش داشت. وی بحران گروگان‌گیری در سفارت آمریکا را «منفجر ساختن ستاد براندازی انقلاب ایران» عنوان می‌کرد.
کیانوری می‌گفت: «تشدید مبارزه علیه امپریالیسم و ارتجاع داخلی زمینه را برای تشکیل چنین جبهه‌ای (جبهه متحد خلق) مسلماً هموار خواهد کرد. ما با تمام قوا درجهت تقویت این روند می‌کوشیم.» (پرسش و پاسخ ۱۵ آبان ۱۳۵۹).
بر این اساس کیانوری با حرکت از خصلت ضدامپریالیستی انقلاب، انقلاب ایران را در ردیف سلسله جنبش‌های رهایی‌بخش ملی خلق‌های جهان سوم، ارزیابی می‌کرد. (مجله دنیا شمارهٔ ۵ سال ۱۳۵۷ «برخی مسائل نظری مربوط به انقلاب ایران»).

#### درخواست سلاح از رهبری حزب کمونیست اتحاد شوروی
بنا به پژوهش بهمن زبردست که در آن اسناد محرمانه حزب کمونیست اتحاد شوروی بازنشر شده، کیانوری بدون اطلاع رهبری حزب توده دوبار، نخست در مرداد ۱۳۵۸ و بار دوم یک سال بعد، در سفر به شوروی درخواست تسلیحاتی از چهار نوع اصلی: تپانچه، مسلسل، نارنجک‌انداز و نارنجک به‌شمار چند هزار عدد را نموده بود، اما رهبری حزب کمونیست اتحاد شوروی با این درخواست موافقت نکرده بودند.

#### زندان:
او در بهمن ۱۳۶۱ همراه با بسیاری از رهبران، اعضا و هواداران حزب دستگیر شد. چند ماه بعد، در دهم اردیبهشت ۱۳۶۲ در اعترافات تلویزیونی ضبط شده، در زندان که دستگاه‌های اطلاعاتی جمهوری اسلامی ترتیب داده بودند و از تلویزیون ایران پخش شد، رهبران درهم‌شکسته حزب یک به یک به جاسوسی برای شوروی اعتراف کردند. کیانوری، تکیده و درهم شکسته، اظهار داشت که «حزب توده از آغاز تأسیس در ۱۳۲۰ تا به حال، ابزاری برای جاسوسی و خیانت بوده است».
کیانوری در سال ۱۳۶۸ هنگامی که ۷۴ سال داشت و پس از شش سال حبس و زیر شکنجه قرار گرفتن، حاضر شد نامش در گزارش گالیندوپل نخستین نماینده کمیسیون حقوق بشر سازمان ملل متحد که از زندان اوین دیدار نمود، مبنی بر شکنجه دیدن و بدرفتاری نوشته شود. او با نشان دادن دست نیمه فلج و انگشت‌های شکسته و پای آسیب دیده، در حضور مسئولین زندان اوین دربارهٔ نحوه شکنجه شدن وحشیانه خود صحبت نمود و همین‌طور در گزارش اضافه کرد که سه تن از اعضای حزب در سلول‌های انفرادی به سر می‌برند، کیانوری هم‌چنین اتهام جاسوسی و توطئه را رد نموده و اعدام هزاران جوان بیگناه را محکوم کرد.
او در زندان نامه‌ای به سید علی خامنه‌ای در خصوص شکنجه‌های زندانیان نوشت و در آن نامه گفت که برای اعتراف به اتهام دروغین تدارک کودتای مسلحانه برای سرنگون ساختن نظام جمهوری اسلامی، به همراه سایر رهبران حزب به شدت شکنجه شده و همسرش مریم فیروز و همین‌طور افسانه دخترش را شلاق زده و در مقابل چشمانش از سقف آویزان نموده‌اند. کیانوری پس از آزادی از زندان اوین تحت مراقبت ویژه وزارت اطلاعات و تا پایان عمر خود در حبس خانگی به سر برد و تحت نظر بود. او در آستانه فروپاشی شوروی با اصلاحات گورباچف مخالفت کرد و بحران و فروپاشی شوروی را به توطئه آمریکا نسبت داد.

## نقش کیانوری در ماجرای سوءقصد ناصر فخرآرایی به شاه
بنا به پژوهش بهمن زبردست که در آن قطعنامه کمیته مرکزی حزب توده ایران، به تاریخ اول مارس ۱۹۵۷ برابر با ۱۰ اسفند ۱۳۳۵، دربارهٔ سوءقصد به محمد رضا شاه، بازنشر شده، دیدگاه رسمی حزب توده ایران دربارهٔ نقش کیانوری در سوءقصد ناصر فخرآرایی به شاه بررسی شده است. طبق این قطعنامه، کیانوری باوجود اطلاع از ارتباط معاون انتظامات حزب عبدالله ارگانی، با ناصر فخرآرایی و برنامه‌ریزی او برای سوءقصد به شاه، نه‌فقط وی را مورد توبیخ قرار نمی‌دهد و از عمل بازنمی‌دارد، بلکه به بیانات او به نحوی سرسری نگریسته و هیئت‌اجرائیه را نیز از این جریان بی‌خبر می‌گذارد. برای همین بی‌انضباطی، کمیتهٔ مرکزی حزب توده ایران در این قطعنامه، ضمن توبیخ کیانوری و موظف نمودن او به انتقاد از خود، وی را تا زمان جلب اعتماد کمیتهٔ مرکزی، از مشاغل تشکیلاتی در کادر هیئت‌اجرائیه کنار گذاشته و فعالیت‌های حزبی‌اش را به رشته‌های تبلیغی و تدریسی محدود نموده است.

## کیانوری در فیلم قضیه شکل اول، شکل دوم

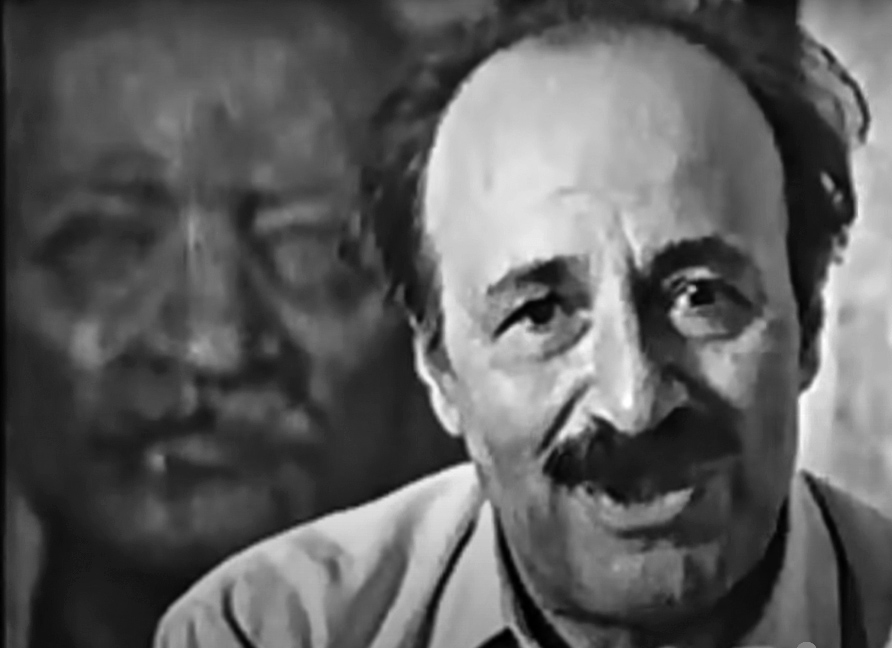
نورالدین کیانوری در فیلم قضیه شکل اول، شکل دوم در کنار مجسمه نیما یوشیج

عباس کیارستمی در فیلم قضیه شکل اول، شکل دوم محصول سال ۱۳۵۸، آگاهانه در جریان مصاحبه با نورالدین کیانوری سر وی را در سمت راست، کنار مجسمه بزرگی در سمت چپ کادر فیلم‌برداری کرده است. شباهت بین دو سر: شقیقه بزرگ، لب برجسته، بینی و … و موهای ژولیده این تصور را به‌وجود می‌آورد که کیانوری در کنار مجسمه خودش یا شخصی از نزدیکانش فیلمبرداری شده است.

## درگیری کیانوری با منوچهر آشتیانی
منوچهر آشتیانی نقل می‌کند:
«روزی در آلمان به همراه کیانوری و احسان طبری در رابطه با (مارکسیسم و نسبتش با میهن) بحث و جدل می‌کردیم، در حین بحث کیانوری مطرح کرد که مگر سرمایه‌داری میهن دارد؟ میهن سرمایه‌داری، جهانی است و هرجا بتواند سرمایه‌اش را می‌ریزد. به همین نسبت هم پرولتاریا جهانی است و میهن ندارد. من [آشتیانی] گفتم «پرولتاریا میهن ندارد» یعنی پایتخت ما مسکو است و تهران نیست و شاعر ما پوشکین است و حافظ نیست؟! گفت بلی! گفتم شاعر ما حافظ است و پوشکین نیست و پایتخت ما تهران است و مسکو نیست. دست برد به هفت‌تیر! بلی. دستش را طبری گرفت، چون من مخفی رفته بودم، اگر [مرا] می‌کشت کسی خبردار نمی‌شد و مرا در یک گورستانی می‌انداختند و اصلاً منوچهر آشتیانی وجود نداشت.»

## برخی نظرات و نوشته‌ها در مورد وی
... آقایان برای اینکه دست خود را به یک چنین کار ننگینی که بدون تردید قابل‌دفاع نبود، آلوده نکرده باشند، یکی از افراد توده‌ای، به نام حسن قائم‌پناه را که برای فرار از فشار، تن به پستی داده بود، مأمور شلاق‌زدن کردند. پس از نشان دادن این منظره، مرا به پشت در سلول شکنجه‌گاه بردند و به زمین نشاندند و از من اعتراف می‌خواستند تا شلاق‌زدن به پای همسرم را که من صدای ضربات شلاق و ناله‌هایش را می‌شنیدم، پایان دهند.
نامه سرگشاده نورالدین کیانوری به سید علی خامنه‌ای به تاریخ ۱۶ بهمن ۱۳۶۸ خورشیدی.

کیانوری که از اعضای تأثیرگذار کمیته مرکزی حزب توده ایران بود، در پلنوم شانزدهم کمیته مرکزی حزب توده ایران در اسفند ۱۳۵۷ به عنوان دبیر اول حزب انتخاب شد؛ تا ۱۶ بهمن سال ۱۳۶۱ که زندانی شد و زیر شکنجه رفت. دبیر اولی این حزب را در دوران پس از انقلاب ۱۳۵۷ ایران بر عهده داشت و به عنوان دبیر اول کمیته مرکزی حزب، نقش مهمی در سیاست‌های حزب ایفا می‌کرد. سیاست‌های مبتنی بر حمایت و پشتیبانی گاه یک‌جانبه از روح‌الله خمینی و «خط امام» به رهبری وی صورت گرفت. در سال‌های اولیه دهه ۱۳۶۰ خورشیدی، حزب به رهبری کیانوری از برخورد حکومت اسلامی با وابستگان گروه‌های سیاسی‌ای که به مقابله مسلحانه با نظام اسلامی برخاسته بودند، حمایت می‌کرد.
در بهمن ۱۳۶۱، بیش از ۵۰ نفر از اعضای رهبری و کادرهای فعال آن از جمله نورالدین کیانوری و همسرش مریم فیروز، توسط سپاه پاسداران به اتهام «جاسوسی» دستگیر و در زندان توحید به زیر شکنجه برده شدند. وی در زندان به اتهام «تدارک کودتای مسلحانه برای سرنگون ساختن نظام جمهوری اسلامی» متهم شد و نهایتاً در ۷ اردیبهشت سال ۱۳۶۲، در حمله دوم نیروهای امنیتی ایران به بقیه رهبران، کادرها و اعضا حزب بیش از ۱۰٬۵۰۰ نفر از اعضای حزب توده ایران و رهبری و کادرهای فعال آن دستگیر و به زیر بازجویی و شکنجه برده شدند. در اعترافات تلویزیونی ضبط شده در زندان که دستگاه‌های اطلاعاتی جمهوری اسلامی ترتیب داده بودند و از تلویزیون ایران پخش شد، کیانوری تکیده و درهم شکسته، اظهار داشت که «حزب توده از آغاز تأسیس در ۱۳۲۰ تابه حال، ابزاری برای جاسوسی و خیانت بوده است».
وی در بهمن ۱۳۶۸، نامه‌ای به سیدعلی خامنه‌ای نوشت و در آن با ذکر جزئیات به بی‌اعتبار بودن اعترافاتی که با اعمال فشار، تهدید و شکنجه خود و خانواده‌اش در زندان انجام شده بود، پرداخت و از همکاری‌اش در دوران زندان با یکی از روحانیون به نام آقای موسوی زنجانی از حوزه علمیه قم، در زمینه آشنایی حوزه علمیه با مارکسیسم و کتاب کاپیتال پرده برداشت.
- | بخشی از مجموعهٔ   |
| انقلاب ۱۳۵۷      |
| ---------------- |
|                  |
| موضوعات          |
| چهره‌های اصلی     |
| احزاب و سازمان‌ها |
| نهادهای رسمی     |
| رخدادها          |
| همچنین ببینید    |
| ن ب و            |

همچنین با توجه به اینکه تاریخ نوشتن کتاب‌هایی که پس از انقلاب به علی دشتی و احسان طبری و کیانوری و روشنفکرانی این‌چنینی، منسوب است، به دوره زندان و شدیداً شکنجه شدنشان برمی‌گردد، از دید هوادارانشان کتاب‌های مربوط، نمی‌تواند جزو باورهای واقعی آن‌ها باشد.

## درگذشت
کیانوری که در سال‌های آخر عمر خود، همچنان از سیاست‌های حزب توده در جهت پشتیبانی از انقلاب اسلامی ایران دفاع می‌کرد. وی در ۱۴ مرداد ۱۳۷۷ درگذشت و در بهشت زهرای تهران قطعه ۲۴۲، ردیف ۵۷، شماره ۳۱ به خاک سپرده شد.

## کتاب‌ها، مقالات، میزگرد تلویزیونی
- سال ۱۹۴۶, تجدید خانه‌های خراب شده اتحاد جماهیر شوروی، مجله معماری شماره ۲ سال اول تهران[۳۶]
- کتاب «ساختمان‌های درمان و بهداشت» سال ۱۳۲۹ تهران. قطع وزیری، ۱۸۰ صفحه.[۳۷]
- میزگرد تلویزیونی: آزادی، هرج و مرج و زورمداری , جلسه اول: اول خرداد ۱۳۶۰ http://toluehagh.ir/um/uploads/2013/12/monazere_beheshti_kianuri.pdf بایگانی‌شده  در ۱۶ ژوئن ۲۰۱۵ توسط Wayback Machine
- میزگرد تلویزیونی: آزادی، هرج و مرج و زورمداری , جلسه دوم: چهارم خرداد ۱۳۶۰ http://toluehagh.ir/um/uploads/2013/12/monazere_beheshti_kianuri.pdf بایگانی‌شده  در ۱۶ ژوئن ۲۰۱۵ توسط Wayback Machine
- میزگرد تلویزیونی: آزادی، هرج و مرج و زورمداری , جلسه سوم و چهارم[۳۸][۳۹]
- حزب توده ایران و مسائل میهن انقلابی ما- مجموعه مقالات، مصاحبه‌ها، سخنرانی‌ها ۱۳۶۰–۱۳۵۷، تهران: انتشارات حزب توده ایران، آذر ۱۳۶۱، ۷۹۳ صفحه.
- کیانوری، نورالدین (۱۳۷۱). خاطرات نورالدین کیانوری. انتشارات اطلاعات. صص. ۶۸۸. شابک ۹۶۴-۴۲۳-۲۰۵-۴.
- «راه توده ـ گفتگو با تاریخ- نورالدین کیانوری». راه توده. دریافت‌شده در ۲۰۱۴-۱۰-۳۰.
- کتابهای خاطرات نورالدین کیانوری و گفتگو با تاریخ - نورالدین کیانوری

## مقالات و کتاب‌های کیانوری با محتوای «شهر سازی» و «طراحی جامع شهری» به زبان آلمانی و روسی
لیست بخشی از مقالات و کتاب‌های نوشته شده توسط نورالدین کیانوری به زبان‌های المانی و روسی به ترتیب سال انتشار: (مقالات و کتاب‌ها تحت نام مستعار Silvio Macetti N.K. , Dr. Silvio Macetti و Сильвио Масетти توسط او در برلین نوشته شده و دارای محتواهای طرح جامع معماری و شهرسازی اجتماعی می‌باشد)
- ۱۹۳۸ , Krankenhausbau für Iran, Der heutige Stand und die Neuordnung der Volksgesundheits-und Kranken-Fürsorge in Iran. , Erscheinungsdatum: 1942, کتاب «بیمارستان سازی برای ایران».[۴۰]
- ۱۹۶۰ , Медицинские центры и районные больницы Сильвио Масетти Н.К. (Нуреддин Киянури), Кумпан П., Macetti S. und Kumpan P. Medizinskije zentry i rajonnyie bolnizy (Medizinische Zentren und Kreiskrankenhauser)
- ۱۹۶۱ , "Forschungskomplex zur "Herausbildung sozialistischer Wohnverhältnisse und zur Entwicklung des Lebensraumes im entwickelten gesellschaftlichen System des Sozialismus" FDJ-Wettbewerb "Haus der Zukunft" (1961) Bruno Flierl und "Silvio Macetti" (Noureddin Kianouri), Free German Youth -Architectural design competition- "Future house" (1961)
- ۱۹۶۴ , Das industrielle Bauen und die Gestaltung der Fassade, Erfahrungen aus dem Ausland, Noureddin Kianouri Under A Pseudonym of Dr. Ing. Silvio Macetti 7/1964 Deutsche Architektur VEB Verlag für Bauwesen Berlin(N.K.).
- ۱۹۶۵ , مقاله Grosswohneinheiten - 10/1965 Deutsche Architektur VEB Verlag für Bauwesen Berlin, 1965
- ۱۹۶۵–۶۷ , "Konzeption NK — ein Vorschlag für den industriellen Wohnungsbau" Noureddin Kianouri under codename "Silvio Macetti" Deutsche Architektur 3/1967,.
- ۱۹۶۶ , مقاله Artikle "Bemerkungen zu dem Beitrag, Grosswohneinheiten" von Noureddin Kianouri under codename "Dr. Macetti" [Diskussionsbeitrag], in 18. Plenartagung der Deutsche Bauakademie Berlin Deutsche Architecture 1966, S. 79–81[۴۱]
- ۱۹۶۶ , مقاله Zeit und Raum – Entscheidende Faktoren der künftigen Entwicklung der sozialistischen Architektur.In: Deutsche Architektur (1966), H. 1, S. 10–11, Noureddin Kianouri Under A Pseudonym of Dr. Ing. Silvio Macetti .
- ۱۹۶۷ , کتاب Großwohneinheiten [http://nikrouz.com/kianouri.PDF[۴۲] 1968 , .VEB Verlag für n Bauwesen. ,
- ۱۹۶۸ , Wohnhochhäuser - مجله Deutsche Architektur 8/1968
- ۱۹۶۸ , Probleme des Wohnungsbaus - مجله Deutsche Architektur" 10/1968
- ۱۹۶۸ , "Berlinerinnen Und Berliner Wohnen wir nur in der Wohnung?" Noureddin Kianouri under codename "Macetti, Silvio" Zeitschrift ND Neues Deutschland Organ Des Zentral Kommititees der Sozialistischen Einheitpartei Deutschland 10/1968
- ۱۹۶۸ , Bruno Flierl Zusammen mit Silvio Macetti. Bemerkungen zu dem Buch „Stadt und Lebensweise“[۴۳][۴۴]von G.A. Gradow[۴۵](Moskau). 12. سپتامبر ۱۹۶۸ ۱968/13[۴۶]
- ۱۹۶۹ , مقاله Ein Aktuelles Problem-Wohnungsbau-Grosswohneinheiten Deutsche Architektur Band 18 ausgabe 7-12 Deutsche Bauakademie, Bund Deutsche Architekten, original von: Pennsylvania State University digitalisiert 21.sep.2010.
- ۱۹۶۹ , Vgl. BArch, DY 34/10771, Bundesvorstand des FDGB – Abteilung Sozialpolitik, Gewerkschaftliche Sozialpolitik, Arbeits- und Lebensbedingungen, Wohnungsbau und Verteilung des Wohnraums: Grundsätzlicher Standpunkt der Gewerkschaften zu den perspektivischen und prognostischen wohnungspolitischen Aufgaben zur weiteren Entwicklung sozialistischer Wohnbedingungen. Thema 7 des Forschungsplanes des Bundesvorstandes des FDGB, Februar 1969, 173 Seiten, darin: Silvio Macetti, Standpunkt der Gewerkschaften zur Herausbildung sozialistischer Wohnverhältnisse und zur Entwicklung des Lebensraumes im entwickelten gesellschaftlichen System des Sozialismus, S. 41–90.
- ۱۹۷۰ , Die weitere Entwicklung der sozialistischen Lebensweise und das Problem des städtischen Personenverkehrs" Noureddin Kianouri under codename "Silvio Macetti" Deutsche Architectur Juli 1970[۴۷].
- ۱۹۷۰ , Sozialistische Architektur kontra Konvergenztheorie , Heinz Heuer. Umfrage: Perspektiven der sozialistische Architektur - Edmund Collein u. a. Bernhard Geyer, Noureddin Kianouri تحت نام مستعار Dr. Silvio Macetti , Otto Patze Helmut Trauzettel مجله Deutsche Architektur 8/1970
- ۱۹۷۰ , DH 2/21675 Bundes Archive - Die komplexe Ökonomie der baulich-räumlichen Umwelt- Noureddin Kianouri تحت نام مستعار Dr. Silvio Macetti
- ۱۹۷۱ , Ökonomie der Stadt und komplexe Ökonomie des Städtebaus, "Noureddin Kianouri" under codename Dr. "Silvio Macetti" Zeitschrift Deutsche Architektur 10/1971 .
- ۱۹۷۱ , Сильвио Масетти - Крупные жилые комплексы Издание: Издательство литературы по строительству, Москва, Объем: ۱۸۵ стр in PDF format
- ۱۹۷۲ , Ökonomie der Freizeit und Stadtgestalt - Noureddin Kianouri , تحت نام مستعار Silvio Macetti Berlin
- ۱۹۷۲ , Wo steht mein Bett im Jahre 2000? "Noureddin Kianouri" under codename Dr. "Silvio Macetti" Zeitschrift "form+Zweck" , .
- ۱۹۶۹–۷۹ , Skizze einer Problemstellung für die Ausarbeitung einer Wissenschaftlichen Prognose der entscheidenden Entwicklungstendenzen des Städtbaus und der Architektur bis zum Jahr 2000 und darüber hinaus, Deutsche Bauakademie zu Berlin, Wissenschafliche Direktion, Abteilung Prognose (unv. Mat.) , Noureddin Kianouri تحت نام مستعار Dr. Silvio Macetti